# 테오도어 슈토름

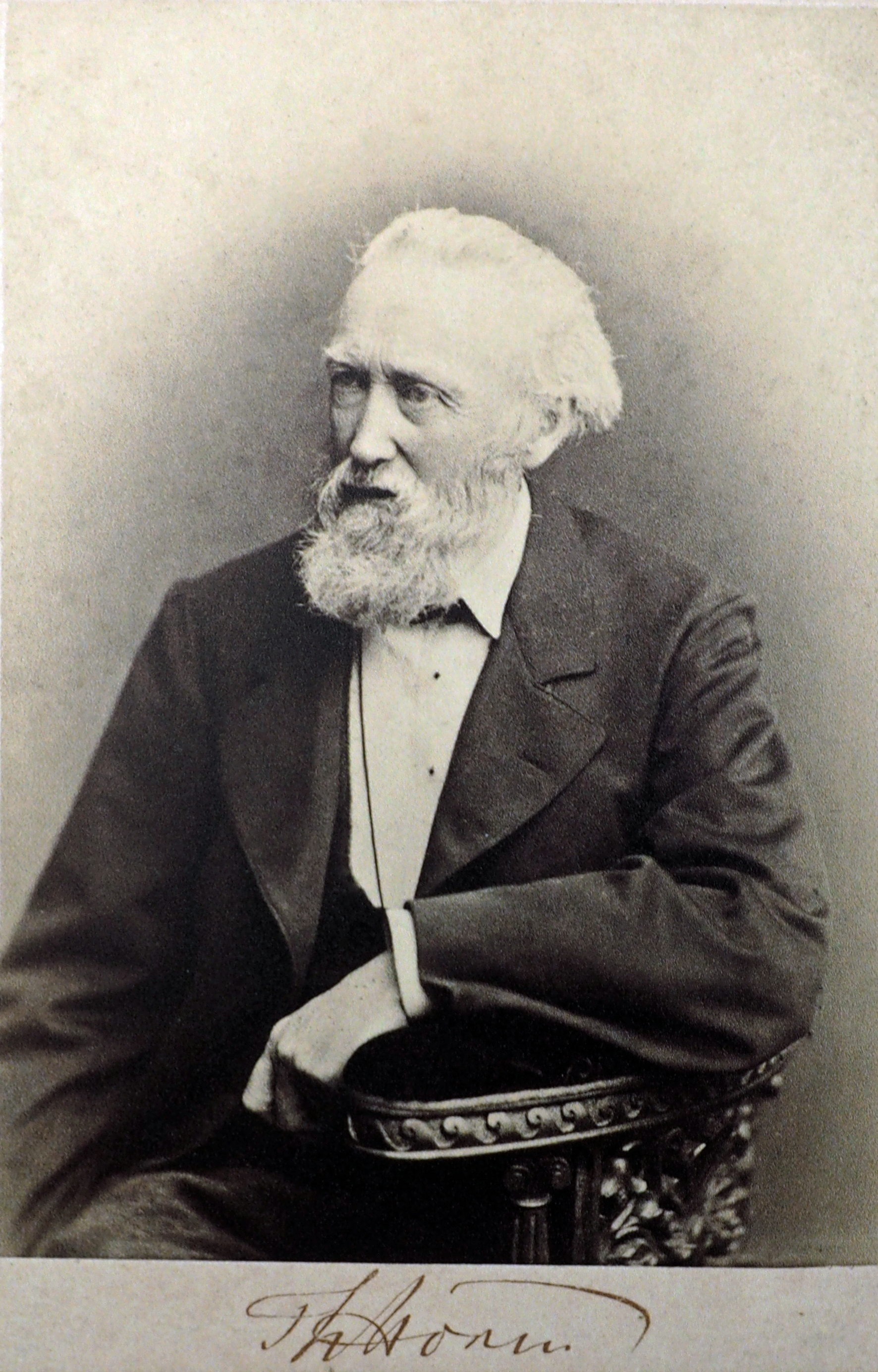

한스 테오도르 볼트젠 슈토름(Hans Theodor Woldsen Storm, 1817년 9월 14일 ~ 1888년 7월 4일)은 독일의 작가이다.
슈토름은 슐레스비히 서해안의 작은 읍인 후줌에서 태어났다. 당시 슐레스비히는 독립 공국으로 덴마크 국왕의 지배를 받고 있었다. 슈토름의 부모는 법률가 요한 카시미르 슈토름(Johann Casimir Storm, 1790년 ~ 1874년)과 그 처 루시 슈토름(Lucie Storm, 1797년 ~ 1879년)이었고, 어머니의 처녀 적 성은 볼트젠(Woldsen)이었다.
슈토름은 후줌과 뤼베크에서 학교를 다니고 킬과 베를린에서 법학을 공부했다. 법대생이었을 당시 테오도어 몸젠과 그 형제 티코 몸젠과 함께 첫 번째 산문집을 출판했다.
1843년부터 고향 후줌에서 법률가로 일하다가 1852년 덴마크 당국에 의해 자격을 취소당했다. 1853년에 포츠담으로 이사를 갔다가 1856년에 튀링겐으로 옮겼다. 슐레스비히가 프로이센령이 되자 고향으로 돌아가서 치안판사("Landvogt")가 되었다. 1880년 하데마르셴으로 이사 가서 거기서 집필활동을 하며 여생을 보내다가 암으로 죽으니 향년 70세.
슈토름은 결혼을 두 번 했다. 처음은 콘스탄츠 에스마르히(Konstanze Esmarch)와 했다가 1864년에 사별하고, 그 뒤 도로테아 옌센(Dorothea Jensen)과 결혼했다.